# Euasteron ulrichi
Euasteron ulrichi är en spindelart som beskrevs av Baehr 2003. Euasteron ulrichi ingår i släktet Euasteron och familjen Zodariidae.
Artens utbredningsområde är Western Australia. Inga underarter finns listade i Catalogue of Life.